# Law & Order (seizoen 14)
Dit artikel vat het veertiende seizoen van Law & Order samen.

## Hoofdrollen
- Jerry Orbach - hoofdrechercheur Lennie Briscoe
- Jesse L. Martin - rechercheur Ed Green
- S. Epatha Merkerson - inspecteur Anita Van Buren
- Sam Waterston - eerste hulpofficier van justitie Jack McCoy
- Elisabeth Röhm - hulpofficier van justitie Serena Southerlyn
- Fred Thompson - officier van justitie Arthur Branch

## Terugkerende rollen
- Carolyn McCormick - dr. Elizabeth Olivet
- Leslie Hendrix - dr. Elizabeth Rodgers
- J.K. Simmons - dr. Emil Skoda
- Andrea Navedo - rechercheur Ana Cordova
- Jordan Charney - rechter Donald Karan
- Lynn Cohen - rechter Elizabeth Mizener
- Peter McRobbie - rechter Walter Bradley

## Afleveringen
| Aflevering | Titel                      | Regisseur          | Schrijver                                          | Uitzenddatum      | Selectie gastrollen |
| --- | -------------------------- | ------------------ | -------------------------------------------------- | ----------------- | --- |
| 1. | Bodies                     | Constantine Makris | Michael S. Chernuchin William N. Fordes            | 24 september 2003 | Alexander Chaplin - Tim Schwimmer Ritchie Coster - Mark Bruner Mimi Lieber - Wendy Weiss Susan Floyd - Jessica Sheets                                                                                               |
| Wanneer een vrouwelijke tiener wordt vermoord gaan Green en Briscoe op onderzoek uit. Zij ontdekken dat zij met een seriemoordenaar te maken hebben en pakken een verdachte op. McCoy wil dat de verdachte de namen en locaties vrijgeeft van zijn slachtoffers, maar tot ergernis van hem weigert hij dit. De advocaat is ook op de hoogte van deze informatie maar weigert deze vrij te geven vanwege zijn beroepsgeheim. McCoy ziet nu geen andere oplossing dan de advocaat te vervolgen vanwege medeplichtigheid met de seriemoordenaar.                      |                            |                    |                                                    |                   | |
| 2. | Bounty                     | Matthew Penn       | Michael S. Chernuchin                              | 1 oktober 2003    | Peter Jacobson - Randolph J. 'Randy' Dworkin Reuben Jackson - Brian Kellogg Richard Topol - Arnie Gleason Colleen Clinton - Cosette Alexander Mark La Mura - Wesley Schultz                                         |
| Wanneer in een motelkamer het lichaam wordt gevonden van een premiejager gaan Green en Briscoe op onderzoek uit. Het onderzoek leidt hen naar een journalist die een verhaal heeft verzonnen over de crimineel die de premiejager aan het zoeken was. |                            |                    |                                                    |                   | |
| 3. | Patient Zero               | David Platt        | Wendy Battles                                      | 8 oktober 2003    | Daniel Gerroll - dr. Charles Blanchard Khrystyne Haje - Elaine Blanchard Helen Carey - Charlotte Swan Phoebe Jonas - Jeannine Wilson Jack Gwaltney - Ian Hopkins                                                    |
| Wanneer er een moord plaatsvindt tijdens een carjacking gaan Green en Briscoe op onderzoek uit. In de auto was het dodelijk SARS-virus aanwezig wat de carjacker nu in zijn bezit heeft. Het onderzoek leidt hen naar het eerste slachtoffer dat geïnfecteerd raakt met SARS en een biochemicus met duistere motieven, aangedreven door passie. |                            |                    |                                                    |                   | |
| 4. | Shrunk                     | Jace Alexander     | Richard Sweren                                     | 22 oktober 2003   | Robert Foxworth - dr. Frederick Barrett Kathleen Chalfant - Lisa Cutler Molly Regan - Margot Dalton David Pittu - Stephen Cane                                                                                      |
| Wanneer een jonge vrouw vermoord wordt gevonden in haar woning gaan Green en Briscoe op onderzoek uit. Zij verdenken een songwriter van deze moord en McCoy wil hem voor het gerecht brengen. De psychiater van de verdachte verklaart dat hij een psychotrauma heeft overgehouden van gebeurtenissen in zijn jeugd. McCoy denkt dat hij toch een motief had voor de moord. |                            |                    |                                                    |                   | |
| 5. | Blaze                      | Gloria Muzio       | Marc Guggenheim Aaron Zelman Michael S. Chernuchin | 29 oktober 2003   | John Doe - Teddy Connor Aleksa Palladino - Teresa Drosi J. Smith-Cameron - Linda Drosi Jenna Stern - Kathy Teller Jerome Preston Bates - Jerome Williams Mike Hodge - rechter Delano Burns                          |
| Door een brand op een popconcert komen drieëntwintig mensen om het leven. Green en Briscoe starten een onderzoek naar de oorzaak. Zij ontdekken dat een vlammenwerper, wat voor vuurwerk moest zorgen, gesaboteerd was en zo de brand startte. Eerst verdenken zij de leider van de band maar een vrouwelijke tiener zorgt een alibi voor hem, dit omdat zij verliefd op hem is. Verder onderzoek gaat uit naar deze tiener omdat zij emotioneel in de war blijkt te zijn.                                                                                         |                            |                    |                                                    |                   | |
| 6. | Identity                   | Jace Alexander     | Janis Diamond                                      | 5 november 2003   | Lorraine Toussaint - advocate Shambala Green Paul Benjamin - Lonnie Jackson Ruben Santiago-Hudson - dr. Paul Jackson Roscoe Lee Browne - Aaron Miller Carl Gordon - Horace Worthington                              |
| Wanneer een man wordt vermoord die net $ 400.000 had gestort op zijn rekening gaan Green en Briscoe op onderzoek uit. Het onderzoek leidt hen naar een identiteitsdiefstal van een tachtigjarige man door het slachtoffer, dit kostte de oudere man zijn huis. Als de man voor het gerecht dreigt te worden gebracht, dan wil de zoon van de verdachte hem ontoerekeningsvatbaar laten verklaren. |                            |                    |                                                    |                   | |
| 7. | Floater                    | Richard Dobbs      | Eric Overmyer                                      | 12 november 2003  | Jan Maxwell - rechter Ruth Alexander Sean Cullen - Gene Marchetti Zena Grey - Lena Marchetti Erick Avari - Ravi Patel David Lipman - rechter Morris Torledsky                                                       |
| Wanneer een levenloos lichaam van een vrouw in de Hudson wordt gevonden gaan Green en Briscoe op onderzoek uit. Al snel gaat hun verdenking uit naar de man van het slachtoffer totdat zij een connectie vinden tussen een rechter en een aantal advocaten. Het lijkt erop dat de rechter geld aanneemt van advocaten om zo hun zaken te kunnen beïnvloeden. |                            |                    |                                                    |                   | |
| 8. | Embedded                   | Ed Sherin          | Craig Turk                                         | 19 november 2003  | Nick Chinlund - Frank Elliott Michael Medeiros - advocaat Stewart Griffin Keith Nobbs - George Meacham Bess Wohl - Gia Whitchurch Conan McCarty - Doug Denton Robert Hogan - rechter Hugo Bright                    |
| Aan de vooravond dat een verslaggever terugkeert vanuit Irak wordt hij in zijn rug geschoten en raakt zwaargewond. Hij wordt beschuldigd van het veroorzaken van de dood van verschillende soldaten door het rapporteren van de troepenverplaatsingen aan de pers. Ballistiek wijst uit dat de kogel die in zijn rug zat uit een wapen komt die behoorde aan een soldaat die gesneuveld is door de berichten in de pers. Nu is het aan Green en Briscoe om te onderzoeken wie het wapen terug heeft gebracht van het front en de verslaggever heeft neergeschoten. |                            |                    |                                                    |                   | |
| 9. | Compassion                 | Constantine Makris | Roz Weinman                                        | 26 november 2003  | Ann Dowd - dr. Beth Allison Bernadette Quigley - mrs. Padgett Lawrence Arancio - dr. Matthew Allison Jack Koenig - Swift                                                                                            |
| Wanneer een man, die bekend was als een oplichter wordt vermoord door vergiftiging, gaan Green en Briscoe op onderzoek uit. Zij komen uit bij een kinderarts gespecialiseerd in kinderoncologie. Het vermoeden bestaat dat zij gehandeld heeft om het verkeerd aflopen van een investering, of kon zij de stress niet meer aan van het behandelen van terminale kinderen. Nu is het aan McCoy om te beslissen of zij uit wraak heeft gehandeld of krankzinnigheid.                                                                                                 |                            |                    |                                                    |                   | |
| 10. | Ill-Conceived              | David Platt        | Aaron Zelman Noah Baylin Michael S. Chernuchin     | 3 december 2003   | Roma Maffia - Vanessa Galiano Jacqueline Anderson - mrs. Zachary Zilah Mendoza - Maria Villanueva Agustin Rodriguez - Miguel Camacho Merwin Goldsmith - rechter Ian Feist                                           |
| Wanneer de eigenaar van een sweatshop, met illegale emigranten, vermoord wordt gevonden dan gaan Green en Briscoe op onderzoek uit. Het onderzoek leidt hen naar een onbekende man met een vriendin die pas een baby heeft gekregen die de eigenaar gebeld heeft, deze vriendin werkt in de sweatshop. Het blijkt dat het slachtoffer de vader is van de baby en dit geeft een goed motief voor de moord en daarom arresteren zij de vriend van de vrouw. Dan komt de weduwe ineens met het bericht dat de vrouw met de baby een draagmoeder was voor hen.         |                            |                    |                                                    |                   | |
| 11. | Darwinian                  | Jace Alexander     | Marc Guggenheim                                    | 7 januari 2004    | Kate Burton - Erica Gardner Reg E. Cathey - Gerald Brigitte Bako - Carrie Salter Dylan Baker - Sanford Rems Christopher Donahue - Max Edgars                                                                        |
| Wanneer een dakloze man wordt doodgereden rijdt de dader door, Green en Briscoe gaan op onderzoek uit. Tijdens de autopsie blijkt dat het slachtoffer doodgeslagen is en dit heeft verschillende uren plaatsgevonden voor de aanrijding. Zij pakken een verdachte op voor de vechtpartij en dit is ook een dakloze man. De advocaat van de verdachte vindt dat de wet alleen voor de beschaafde mens geldt en dat voor de dakloze gemeenschap andere regels gelden.                                                                                                |                            |                    |                                                    |                   | |
| 12. | Payback                    | Constantine Makris | Lorenzo Carcaterra                                 | 14 januari 2004   | T. Scott Cunningham - Cary Stillman Matthew Del Negro - Vinny Joseph Ragno - Federico Righetti Jana Robbins - Jean Piccone Ben Shenkman - Nick Margolis                                                             |
| Wanneer een voormalige bookmaker wordt vermoord gaan Green en Briscoe op onderzoek uit. Het onderzoek leidt hen naar een informant die hen vertelt dat er iets gaande is in de wereld van de maffia, een nette zakenman klust als huurmoordenaar bij om de leider te worden van de maffia. Het onderzoek stopt als er een tactische zet wordt gemaakt op federaal niveau om de aanklacht te laten vervallen, dit tot woede van McCoy en helemaal als er nog twee doden vallen..                                                                                    |                            |                    |                                                    |                   | |
| 13. | Married with Children      | Richard Dobbs      | Wendy Battles William N. Fordes                    | 4 februari 2004   | Patrick Breen - Kevin Hobart Olivia Crocicchia - Sophie Winslow Elizabeth Franz - Alison Bishop Lucinda Jenney - Renee Bishop Fulani Hart - Shawn Beatty                                                            |
| Wanneer een vrouw overlijdt door een val van een balkon gaan Green en Briscoe op onderzoek uit. Als zij het slechte nieuws doorgeven aan haar zus dan krijgen zij een verrassing te verwerken, de zus blijkt een ex-vriendin te zijn van het slachtoffer. Later is zij ineens verdwenen en heeft de geadopteerde kind van het slachtoffer ook meegenomen. Nu is het noodzakelijk om haar terug te vinden om uit te zoeken of zij meer weet van de dood van haar ex-vriendin.                                                                                       |                            |                    |                                                    |                   | |
| 14. | City Hall                  | Gloria Muzio       | Richard Sweren Marc Guggenheim                     | 11 februari 2004  | Alvin Epstein - Stuart Rubin Mark Zeisler - Peter Rubin Paul Austin - Ron Tabachnik Lance Reddick - FBI agent Jamal Atkinson Tovah Feldshuh - Danielle Melnick Sam Coppol - federale rechter Vance                  |
| Bij een schietpartij in de City Hall komen een raadslid en een waterinspecteur om het leven, Green en Briscoe gaan op onderzoek uit. Het berechten van de verdachte wordt bemoeilijkt omdat het moordwapen verkregen was door een geheim dwangbevel van FISA.(en) FISA op Engelstalig Wikipedia |                            |                    |                                                    |                   | |
| 15. | Veteran's Day              | David Platt        | Noah Baylin                                        | 18 februari 2004  | Paul Calderón - Kenneth Silva Saundra Santiago - Mariela Silva Wayne Duvall - Ronnie Gibbons Joe Morton - Leon Chiles                                                                                               |
| Wanneer een demonstrant tegen de Golfoorlog wordt vermoord gaan Green en Briscoe op onderzoek uit. Zij komen uit bij een gedecoreerde Golfoorlogveteraan, die zijn zoon heeft verloren in de oorlog in Afghanistan. In de rechtbank verklaart hij dat hij de moord pleegde onder zwaar emotionele stress. |                            |                    |                                                    |                   | |
| 16. | Can I Get a Witness?       | Don Scardino       | Aaron Zelman                                       | 25 februari 2004  | Gerry Becker - Gerard Wills Hazelle Goodman - mrs. Gordon Dorian Missick - Ronald Duggan / Slug April Lee Hernández - Shayna Rosario Russ Russo - tekenaar                                                          |
| Wanneer een jongen wordt vermoord in het park gaan Green en Briscoe op onderzoek uit. Zij vinden twee getuigen die de moord hebben gezien. Als de getuigen worden geïntimideerd door de verdachte, een drugsdealer, en een getuige wordt gedood dan krijgt McCoy het nog moeilijk om de verdachte veroordeeld te krijgen. |                            |                    |                                                    |                   | |
| 17. | Hands Free                 | Gloria Muzio       | Janis Diamond                                      | 3 maart 2004      | Henry Stram - Eli Madison Dennis Boutsikaris - Al Archer Megan Byrne - Myra Camp Lee R. Sellars - dr. John Faruzzi Susan Blommaert - rechter Rebecca Steinman                                                       |
| Een excentrieke miljonair staat voor het gerecht voor de moord op zijn buurman, McCoy verliest deze zaak zodat de miljonair vrij komt. McCoy zet nu alles op alles om deze verdachte te veroordeeld te krijgen voor de moord op zijn tweede vrouw jaren geleden. McCoy wil nu bewijzen dat hij de buurman heeft gedood omdat hij een getuige was van de moord op zijn tweede vrouw. |                            |                    |                                                    |                   | |
| 18. | Evil Breeds                | Constantine Makris | Barry Schindel Noah Baylin                         | 24 maart 2004     | George Bartenieff - Stefan Anders Logan Marshall-Green - Kyle Mellors William Atherton - Dan Jensen Al Freeman jr. - Stan Wallace Maryann Urbano - Rebekkah Meisner                                                 |
| Een overlevende van de Holocaust wordt vermoord op de vooravond van een rechtszaak tegen een voormalige bewaker van een concentratiekamp. McCoy moet nu niet alleen de moordenaar voor het gerecht brengen maar ook een voormalige bewaker die veel te winnen had bij de dood van de Holocaust overlevende, ook met het minimale bewijs tegen hem. |                            |                    |                                                    |                   | |
| 19. | Nowhere Man                | Martha Mitchell    | William N. Fordes                                  | 31 maart 2004     | Vyto Ruginis - William Wachtler Steve Schirripa - Frederico Libretti Lee Wilkof - Eric Berner Michael Bloomberg - zichzelf John Viscardi - Anthony Biscotti                                                         |
| Wanneer een hulpofficier van justitie wordt vermoord gaan Green en Briscoe op onderzoek uit. Zij ontdekken dat hij een geheim meedroeg, hij was nooit geslaagd op de rechtenstudie. Tevens ontdekken zij dat hij de dossiers van een maffia gerelateerde moordzaak liet verdwijnen. Dit alles kan problemen geven voor McCoy nu honderden zaken op de tocht staan die het slachtoffer in het verleden heeft behandeld. |                            |                    |                                                    |                   | |
| 20. | Everybody Loves Raimondo's | Richard Dobbs      | Richard Sweren Lorenzo Carcaterra                  | 14 april 2004     | Lenny Venito - Sonny King Bill Camp - Denny Rogis Susie Essman - Veronica Reynolds Ray Abruzzo - Paul Raimondo Joseph R. Gannascoli - Artie Baldo Liz Larsen - Jessica Reed Damian Young - rechter Stephen Emerton  |
| In het exclusieve restaurant Raimondo's, dat bekendstaat vanwege het feit dat de meeste cliënten leden zijn van de maffia, wordt een filmproducent vermoord en Green en Briscoe gaan op onderzoek uit. Zij ontdekken dat het slachtoffer in een vete verwikkeld was met een auteur die een boek had geschreven over de maffia, en het slachtoffer had een film gemaakt naar aanleiding van het boek. Zij konden het niet eens worden over de verdeling van de opbrengst van deze film.                                                                             |                            |                    |                                                    |                   | |
| 21. | Vendetta                   | David Platt        | Michael S. Chernuchin David Nahmod                 | 21 april 2004     | Giancarlo Esposito - Rodney Fallon David Warshofsky - Walter Grimes John Michael Bolger - Kenneth Daniels Ken Cheeseman - Jeffrey Bowerman                                                                          |
| Wanneer een ex-gevangene, die altijd bleef beweren onschuldig vastgezeten te hebben, een moord pleegt wordt hij weer aangeklaagd voor de rechtbank. Hij verklaart dat hij de moord niet gepleegd zou hebben als hij niet onterecht vastgezeten zou hebben voor de eerdere zaak. McCoy moet nu bewijzen dat de verdachte een geschiedenis heeft van crimineel gedrag. |                            |                    |                                                    |                   | |
| 22. | Gaijin                     | Jace Alexander     | Wendy Battles                                      | 28 april 2004     | Spencer Garrett - Stephen Olson James Hiroyuki Liao - Bobby Ito Will Yun Lee - Hiroji Yoshida Ann Hu - Lucy Chen Neil Pepe - dr. Nelson Gerry Bamman - rechter Thomas Everton Donna Hanover - rechter Deborah Burke |
| Wanneer een prominent Japanse model wordt vermoord in New York gaan Green en Briscoe op onderzoek uit. Zij krijgen het vermoeden dat de moord gerelateerd is aan de Yakuza. Hierdoor verdenken zij de man van het slachtoffer die schulden heeft bij de Yakuza en opdracht heeft gegeven voor de moord. Het probleem is dat Japan de verdachte niet uitlevert aan Amerika, ondanks de twijfels van Van Buren verzint Branch een list om de verdachte in Amerika te krijgen zodat zij hem kunnen arresteren.                                                        |                            |                    |                                                    |                   | |
| 23. | Caviar Emptor              | Richard Dobbs      | Roz Weinman                                        | 12 mei 2004       | Jeffrey DeMunn - professor Norman Rothenberg Sakina Jaffrey - Roya Koutal Maz Jobrani - Asher Koutal Firdous Bamji - Ben Soleimani Marjan Neshat - Yasmin Soleimani Thom Christopher - Alferandi Dilmanian          |
| Wanneer een importeur van kaviaar wordt vermoord, net na zijn huwelijksnacht met zijn veel jongere vrouw, gaan Green en Briscoe op onderzoek uit. Zij hebben al snel een flink aantal verdachten, zijn vrouw, zijn kinderen en zijn concurrent. Allen hadden zij een motief voor deze moord. |                            |                    |                                                    |                   | |
| 24. | C.O.D.                     | Matthew Penn       | Richard Sweren Marc Guggenheim                     | 19 mei 2004       | Elizabeth Connors - Adele Byrne Victoria Dillard - Belinda Gardner Glynnis O'Connor - Anne Paulsen John Benjamin Hickey - Aaron Solomon Terry Burke - Murray Gunderczak                                             |
| Twee vrouwen worden verdacht voor het vermoorden van elkaars man. Tot ergernis van McCoy en Southerlyn moeten zij de zaken apart voor de rechter brengen. Ondertussen deelt Briscoe mede dat hij met pensioen gaat, dit tot verdriet van Green. |                            |                    |                                                    |                   | |